# Kanakerrawan
Kanakerrawan – wieś w Armenii, w prowincji Kotajk. W 2011 roku liczyła 3071 mieszkańców.